# Ursula Woerner
Ursula Woerner (* 1970) ist eine deutsche Filmproduzentin.
Woerner studierte Germanistik, Medienwissenschaft und Psychologie. Zwischen 1996 und 2000 war sie als Dramaturgin im Bereich internationale Koproduktionen bei KirchMedia tätig. Im Jahr 2000 wurde sie Head of Development bei der unabhängigen Münchner Filmproduktionsgesellschaft Hofmann & Voges.
2001 übernahm Woerner gemeinsam mit Annie Brunner und Andreas Richter die Geschäftsführung der Roxy Film, damals eine Tochter der Kirch-Gruppe. 2003 wurden Woerner, Brunner und Richter im Rahmen eines Management-Buy-outs  geschäftsführende Gesellschafter der Roxy. Sie produzierten zunächst überwiegend Fernsehfilme aus dem anspruchsvolleren Segment. 2006 erschien Marcus H. Rosenmüllers Kinofilm Wer früher stirbt ist länger tot, 2011 folgte Almanya – Willkommen in Deutschland. Beide waren Publikumserfolge und gewannen hochrangige Auszeichnungen. Eine weitere Zusammenarbeit mit Marcus H. Rosenmüller ist der 2010 gedrehte Kinofilm Sommer in Orange.
Ursula Woerner ist Mitglied der Deutschen Filmakademie.

## Auszeichnungen
- Bayerischer Filmpreis 2006, Produzentenpreis für  Wer früher stirbt ist länger tot
- Deutscher Filmpreis 2007, Bester Spielfilm in Silber für Wer früher stirbt ist länger tot
- Deutscher Filmpreis 2011, Bester Spielfilm in Silber für  Almanya – Willkommen in Deutschland